# Vitmaskad ibis
Vitmaskad ibis (Plegadis chihi) är en amerikansk fågel i familjen ibisar inom ordningen pelikanfåglar. Fågeln är nära släkt med och mycket lik bronsibisen.

## Utseende och läten
Vitmaskad ibis är en medelstor (46–66 cm) svartaktig ibis med lång nedåtböjd näbb. Den är näranog identisk med bronsibisen med mörkbrun kropp, glansigt blågröna vingar och mörka ben. Vitmaskad ibis har dock röd ögoniris och röd bar hud i ansiktet där bronsibisen är mörk. I häckningsdräkt har den också vita fjädrar runt ansiktet, vilket bronsibisen saknar. Ungfåglarna kan om inte ögonfärgen syns vara omöjliga att skilja åt. Vissa är dock ljusare med mer guldgrön glans ovan. Lätet består av en snabb serie nasala kvackande ljud som avges i flykten, "nrah, nrah, nrah...", likt bronsibisens men ljusare och nasalare.

## Utbredning och systematik
Fågeln förekommer från Great Basin-regionen i västra USA till Mexiko och Centralamerika, och från sydöstra Brasilien och Bolivia till centrala Argentina, samt kusttrakter i centrala Chile. Den behandlas som monotypisk, det vill säga att den inte delas in i några underarter. Trots att den är så pass nära släkt med bronsibisen har inga hybrider ännu noterats i det vilda där deras utbredningsområden möts.

## Levnadssätt
Vitmaskad ibis häckar i kolonier med hägrar i låga träd eller vass. Den födosöker efter vattenlevande djur i leriga pölar och våtmarker, ofta metodiskt i grupper nära andra vadande fåglar. I flykten ses den i långa linjer som skarvar men rör sig mer i flockarna. Fågeln häckar på våren i norr och söder, med äggläggning noterad april–juni i Texas och maj–juli i Kalifornien. Fåglar i sydöstra Brasilien häckar dock i november.

## Status och hot
Arten har ett stort utbredningsområde och en stor population, och tros öka i antal. Utifrån dessa kriterier kategoriserar internationella naturvårdsunionen IUCN arten som livskraftig (LC). Världspopulationen uppskattas till 1,2 miljoner individer.

## Namn
Det vetenskapliga artnamnet chihi är ljudhärmande och skapades av Louis Jean Pierre Vieillot när han beskrev arten 1817.